# Astwell Castle

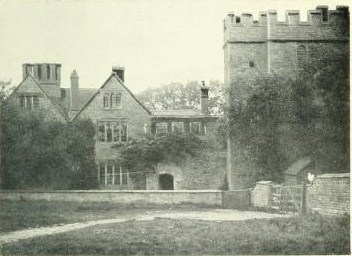
Astwell Castle um 1913

Astwell Castle ist ein Herrenhaus etwa 2,4 km südwestlich des Dorfes Wappenham in der englischen Grafschaft Northamptonshire. Das Haus gehört zur Pfarre Helmdon, etwa 600 Meter westlich. English Heritage hat es als historisches Gebäude II*. Grades gelistet.

## Geschichte
Die Familie De Wauncy gehörte zu den frühesten Besitzern dieser Grundherrschaft sein der normannischen Eroberung Englands. Später fiel die Grundherrschaft an die Brookes. Am 24. April 1471 erwarb Thomas Lovett II. Astwell im Tausch gegen seine ererbten Ländereien im Rahmen eines Familienarrangements mit der Base seiner Mutter, Dowse Billing, und ihrem Gatten William Brooke. Mit dem Bau des Hauses ließ Lovett beginnen.
George Shirley, Esq. (1611 von König Jakob I. zum Baronet erhoben), Lovetts Enkel, war der nächste Besitzer. Er ließ das Herrenhaus ganz oder teilweise neu aufbauen. Von ihm fiel das Anwesen an Washington Shirley, 5. Earl Ferrers, der es 1763 an Richard Grenville-Temple, 2. Earl Temple, verkaufte. Diesem folgte sein Neffe, George Nugent-Temple-Grenville, 1. Marquess of Buckingham, nach, dessen Sohn, Richard Temple-Nugent-Brydges-Chandos-Grenville, 1. Duke of Buckingham and Chandos, auch Verbindungen zum Herrenhaus hatte. Die Biddlesden Abbey hatte ebenfalls Besitzungen an der Grundherrschaft. 1874 war das Herrenhaus größtenteils abgerissen; einige der Nebengebäude wurden zu einem Bauernhof umgestaltet und es blieb ein „breiter, zinnenbewehrter Turm“ übrig.

## Architektur und Einrichtung
Das zinnenbewehrte Torhaus mit dem unteren Anbau auf der linken Seite ist aus Lovetts Zeiten. Westlich davon wurde im 16. und 17. Jahrhundert ein großes Haus mit Innenhof und über 40 Räumen von den späteren Besitzern der Familien Lovett und Shirley aufgebaut, von dem nur Fragmente heute noch erhalten sind. Die haben immer noch Ajimez-Fenster und bogenförmige Durchgänge, sodass man sie eher auf das 16. als das 17. Jahrhundert datiert. Innen gibt es einen offenen Kamin mit einem breiten Fries mit einfachen, geometrischen Motiven über dem Bogen mit vier Mittelteilen. Zeichnungen vom Anfang des 18. Jahrhunderts zeigen, dass an der West- und der Südseite des Hauses Flügel hinzugefügt worden waren, die bis zum oder sogar über den Burggraben reichten. Dies mag mit der Verfüllung des Grabens und der Anlage eines Gartens mit formellen Terrassen an der Süd- und der Ostseite des Hauses zu tun haben.
Der Südflügel des Gebäudes wurde im 19. Jahrhundert abgeändert und dann nochmals 1957, als das Haus umgebaut und der Dachstuhl ersetzt wurde.

## Turm
1918 beschrieb Evans den Turm. Damals erschien das Wappen von Sir George Shirley († 1622) über dem Eingang. Es handelte sich um den Torhausturm eines früheren Hauses.  Der originale Torweg wurde zugemauert und ein anderer daneben geöffnet. Es gibt ein Erdgeschoss mit Torwächterloge rechts neben dem Eingang und zwei Obergeschosse. Die Böden waren gut erhalten, aber das Innere wurde zu einem Taubenhaus. Im Raum im ersten Obergeschoss finden sich Wappenschilder unter der weißen Wandfarbe und es gibt auf dieser Ebene einen weiteren, zugemauerten Torweg, der möglicherweise Zugang zu einer außen liegenden Galerie vermittelte. Sowohl dieser Raum als auch der darüber liegende haben Aborterker. Vom Dach aus kann man das Anwesen gut überblicken.

## Anwesen
Ein Rehpark wurde 1547 angelegt. 
Am 30. November 1943 stürzte ein Bomber vom Typ B-17-„Flying-Fortress“, Nr. 42-3048, von der US-Airforce-Station 109 Podington der 327th Bomber Squadron in der Nähe der Bauernhöfe ab. Er war zusammen mit dem Rest der Staffel gestartet, um einen Industriekomplex in Solingen zu bombardieren. Alle zehn Besatzungsmitglieder wurden getötet. Am 9. November 2008 legte Lieutenant-Colonel Terry Hayes (stellvertretender Kommandeur der American 422nd Base Group von RAF Croughton) einen besonderen Kranz nieder und verlas die Namen der dort gefallenen US-amerikanischen Luftwaffensoldaten. Diese Männer wurden auch in dem Erinnerungsgottesdienst 2008 in der Pfarrkirche von Helmdon erwähnt.